# ハンティ・マンシ自治管区・ユグラ

ハンティ・マンシ自治管区・ユグラ
ロシア語: Ханты-Мансийский
автономный округ — Югра

ハンティ・マンシ自治管区・ユグラ（ハンティ・マンシじちかんく・ユグラ、Ха́нты-Манси́йский автоно́мный о́круг — Югра́, Khantia-Mansia）はロシア連邦中部のチュメニ州に属する自治管区。

## 地理
ウラル山脈の東側、西シベリア平原の西部に位置する。中央をオビ川、エルティシ川、ヴァフ川が流れる。

## 行政区画

### 主な都市
- スルグト
- ニジネヴァルトフスク
- ハンティ・マンシースク - 首都
- ニャガン
- コガリム
- メギオン
- ラードゥジヌイ

## 歴史
この地域は、もともとユグラと呼ばれていた。12世紀から13世紀にノヴゴロドの商人たちが交易のために訪れるようになる。1582年、イェルマークにより征服され、ロシアの支配下に入った。1930年12月10日にオスチャク・ヴォグル自治管区として設置され、1940年にハンティ・マンシ民族管区と改称された。1977年に民族管区の自治管区への変更に伴いハンティ・マンシ自治管区となり、2003年に公式名称は「ハンティ・マンシ自治管区・ユグラ」に変更された。

## 経済
原油と天然ガスを産し、その採掘・精製が主要な産業となっている。ロシア連邦でも有数の石油工業の拠点である。
- オムスク・イルクーツク石油パイプライン
- 東シベリア・太平洋石油パイプライン

## 住民
ハンティ人とマンシ人は言語系統の上では、ハンガリーのマジャル人に近く、フィン・ウゴル系のうちウゴル諸語の民族である。しかしながら、人口の大部分はロシア人であり、ハンティ人とマンシ人の占める割合は小さい。これは、油田が発見された後に、多くのロシア人が流入した結果である。

## 標準時
この地域は、エカテリンブルク時間帯の標準時を使用している。時差はUTC+5時間で、夏時間はない。（2011年3月までは標準時がUTC+5で夏時間がUTC+6、同年3月から2014年10月までは通年UTC+6であった）